# 海游録
『海游録』（かいゆうろく）は1719年の第9回朝鮮通信使一行の製述官・申維翰が著した紀行文。朝鮮通信使の道中日記および、それをベースとして日本の風土・風俗などについて整理した「日本聞見雑録」から構成される。『海游録』とは「海上の道を通しての紀行」という意味である。
1719年の朝鮮通信使による記録は、以下の4書が伝わっている。すなわち、正使・洪致中の『海槎日録』、製述官・申維翰の『海游録』、軍官・鄭後僑の『扶桑紀行』、軍官・金潝の『扶桑録』で、中でも最も有名とされるものが『海游録』であり、朝鮮通信使の研究においては必須文献とされている。
紀行文は漢文で日記調に書かれているが、随所に漢詩や風刺・諧謔、日朝間の文化的差異に関する考察・批評が挿入された闊達なもので、朝鮮から中国や日本へ使節として渡った人々による紀行文の類は数多あるが、主要なものを集めた『海行摠載』の中でも評価は高く、金台俊は著書『朝鮮漢文史学』（1931年）において、「朴趾源（燕巌）（朝鮮燕行使）の『熱河日記』とともに朝鮮紀行文学の双璧」とした。付篇の「日本聞見雑録」も「18世紀初頭の日本社会を網羅した観察記録」という評価を得ている。
本項目では著者の申維翰についても述べる。

## 構成
全編を通して漢文で書かれており、朝鮮通信使のメンバーに選ばれるところから、江戸城における将軍徳川吉宗謁見、復路漢城着までの日記がメインである。ただし単なる観光本でもなければ、外交辞令を並べただけの詩集でもなく、日本の国情把握という点も企図したものとされている。道中は大都市だけでなく、行く先々の宿所に文人らが押しかけ漢詩の唱酬をしたり、筆談で朝鮮のことを聞かれたりと多忙であった。江戸城では席が遠くて吉宗はよく見えなかったとした上で、おおよそのところとして「精悍で痩勁、坐貌は秀でて高く云々」と述べている。結局道中は往復含め1719年4月11日から1720年1月24日というスケジュールであった。
『海游録』本体は朝鮮通信使のルートにそって順に記述されており、日付と地名を挙げれば以下のようになる。日本の地名は当時のものを表示してある。
| 到着     | 出発          | 地名             |
| -        | 1719年4月11日 | 漢城（発）       |
| 6月13日  | 6月20日       | 釜山（発）       |
| 6月20日  | 7月19日       | 対馬             |
| 7月19日  | 8月1日        | 壱岐島（風本浦） |
| 8月1日   | 8月10日       | 藍島             |
| 8月10日  | 8月18日       | 地島             |
| 8月18日  | 8月24日       | 赤間関           |
| 8月24日  | 8月25日       | 三田尻西津       |
| 8月25日  | 8月26日       | 竈関             |
| 8月27日  | 8月28日       | 鎌苅             |
| 8月28日  | 8月29日       | 韜浦             |
| 9月1日   | 9月2日        | 牛窓             |
| 9月2日   | 9月3日        | 室津             |
| 9月3日   | 9月4日        | 兵庫             |
| 9月4日   | 9月10日       | 浪華江河口、大坂 |
| 9月10日  | 9月11日       | 平方             |
| 9月11日  | 9月12日       | 京都             |
| 9月12日  | 9月13日       | 大津             |
| 9月13日  | 9月14日       | 守山             |
| 9月14日  | 9月15日       | 佐和             |
| 9月15日  | 9月16日       | 大垣             |
| 9月16日  | 9月17日       | 名護屋           |
| 9月17日  | 9月18日       | 岡崎             |
| 9月18日  | 9月19日       | 吉田             |
| 9月19日  | 9月20日       | 浜松             |
| 9月20日  | 9月21日       | 掛川             |
| 9月21日  | 9月22日       | 藤枝宿           |
| 9月22日  | 9月23日       | 駿河府中         |
| 9月23日  | 9月24日       | 三島             |
| 9月24日  | 9月25日       | 箱根越え小田原   |
| 9月25日  | 9月26日       | 藤沢             |
| 9月26日  | 9月27日       | 品川             |
| 9月27日  | 10月15日      | 江戸             |
| 10月15日 | 10月16日      | 品川             |
| 10月16日 | 10月17日      | 藤沢             |
| 10月17日 | 10月18日      | 小田原           |
| 10月18日 | 10月19日      | 三島             |
| 10月19日 | 10月20日      | 江尻             |
| 10月20日 | 10月21日      | 藤枝             |
| 10月21日 | 10月22日      | 掛川             |
| 10月22日 | 10月23日      | 浜松             |
| 10月23日 | 10月24日      | 吉田             |
| 10月24日 | 10月25日      | 岡崎             |
| 10月25日 | 10月26日      | 名護屋           |
| 10月26日 | 10月27日      | 大垣             |
| 10月27日 | 10月28日      | 佐和             |
| 10月28日 | 10月29日      | 守山             |
| 10月29日 | 11月1日       | 大津             |
| 11月1日  | 11月3日       | 京都             |
| 11月3日  | 11月4日       | 平方             |
| 11月4日  | 11月15日      | 浪華江河口、大坂 |
| 11月15日 | 11月16日      | 兵庫             |
| 11月16日 | 11月17日      | 室津             |
| 11月17日 | 11月18日      | 牛窓             |
| 11月18日 | 11月19日      | 韜浦             |
| 11月19日 | 11月22日      | 忠海村           |
| 11月22日 | 11月27日      | 鎌苅             |
| 11月27日 | 11月28日      | 津和港           |
| 11月28日 | 12月3日       | 竈関             |
| 12月3日  | 12月4日       | 笠戸村           |
| 12月4日  | 12月7日       | 向浦             |
| 12月7日  | 12月8日       | 元山             |
| 12月8日  | 12月12日      | 赤間関           |
| 12月12日 | 12月13日      | 藍島             |
| 12月13日 | 12月20日      | 壱岐島（風本浦） |
| 12月21日 | 1720年1月6日  | 対馬             |
| 1月7日   | 1月8日        | 釜山着           |
| 1月24日  | -             | 漢城復命         |
| -------- | ------------- | ---------------- |

「日本聞見雑録」は、地名、地形、暦、特産物や飲食物、制度、軍事、風俗や気質、歴史、教育など多岐にわたる紹介と考察による「文明批評」であり、「簡にして要をえた叙述」がなされる。日本酒についての記述もあり麹の内容も諸白の意味も正確に理解し記述されている。

## 著者・申維翰
申維翰（しん ゆはん、しん いかん、1681年 - 1752年）は李氏朝鮮の文官、儒学者。字は周伯、号は菁川、青水。
日本で言う江戸時代、徳川吉宗の治世に朝鮮より派遣された第9回朝鮮通信使一行の製述官 として日本を訪れた。この時に得た知見を紀行文および日本観察記である『海游録』としてまとめた。

### 来歴
慶尚北道高霊の住人で、1681年、庶子（庶孽）として生まれた。基本的にこの時期の朝鮮では庶子は庶子であるという事実だけで科挙を受験することすらできない世の中であったが、一時的に緩和されることもあった。その受験が可能であった時期の1713年に科挙に及第し、詩文でも評価を得たものの、やはり庶子であるためか役人としては従四品である奉尚寺の僉正にとどまった（奉尚寺は国家の祭祀や諡号を司る役所。役職として僉正は正、副、に次ぐ）。転勤の話もあったが、年老いた母の病気を思い今の仕事が一段落したら実家へ帰ることを考えていた所、朝鮮通信使の製述官に推挙されたことを知った。なお、父は朝鮮通信使を拝命したときにはすでに他界している。今回の使節は徳川吉宗の8代将軍襲封のためのもので、その正使である洪致中が申維翰の文才を聞きつけての推薦であった。申は朝鮮の伝統的な小中華思想から日本に対してあまり良い印象を持っておらず、色々と理由をつけて辞退しようとしたが、結局王の決済がおり、朝鮮通信使の製述官として日本に派遣されることとなった。老母、弟、妹および妻子と別れを告げ、対馬で対馬藩や以酊庵の世話役らと合流し江戸まで行くことになった。以酊庵輪番の湛長老（月心性湛）や、対馬藩の真文（漢文）役であった雨森芳洲、松浦霞沼らとはよく交流が行われ、とくに雨森とは社交辞令的な付き合いだけではなく、自国の威信をかけて喧嘩ともいうべきやりとりも発生する、いうなら「好敵手」の間柄となった（京の大仏での饗応を巡る議論など。朝鮮通信使側は京の大仏は秀吉の発願した大仏で、そのような場所での饗応は不適当と主張したが、雨森は現在の大仏は徳川の世に再建されたもので、秀吉とは無関係であると主張した。）。帰国後『海游録』を著した。1748年の朝鮮通信使が日本へ行った際、申維翰の消息を訪ねられることがしばしばあったらしい。1752年死去。

### 人物
製述官に任命されるのであるから文才は当代一といってよく、正使の洪も「維翰文章, 古亦罕倫」とし、申維翰の類い稀な文才を評価している。行く先々で詩の交換を求められ、即座に気の利いた返しをしなくてはならないという役目も問題なくこなせる能力がある。ただしこれは申に限らないが、製述官はいかんせん大人気で時間をかけて作詩することは難しく、求めにできる限り対応するために、詩文はすべてアドリブで対応するのではなく、前もって作っておいたレパートリーをアレンジして披露するというようなことも行っていたと考えられている。
スジや体面を重んじ、たとえば朝鮮王への礼もとっている対馬藩主へ、朝鮮王の使節である自分らが礼をすべきか否かでモメてみたり、前例によって藩主からプレゼントを受けるケースでも、名分がたたないとして固辞したりする堅物である。日本でもらった土産も手下にほとんどあげてしまった。一方で気が向いたら宿舎の周辺を徘徊したりし、決められた場所以外を勝手にうろついては困ると文句を言われるが、その後も時間があれば散歩に行って村人と交流したりしている。さらにカタコトの日本語を覚えたらしく、茶店に入って茶屋娘に鍋料理（『神仙爐』と表現している）を作ってもらったり煎茶で接待された際には「玉のような顔に黒い髪」「画中の人に似る」などとすっかり骨抜きにされる有様である。さすがに江戸では勝手な外出はできずにいたが、公用などでときどき見かける、さながら絵のような自然や建物も車窓観光よろしく満足に見ることがかなわず鬱々としていた。
痔主をカミングアウトしており、そのせいか酒を好まないとしている。ただし全くの下戸というわけでもなく『海游録』本文でも時々飲んでいる。シチュエーションは様々であるが、ホームシック気味に酒を飲んだりもする。日本酒についての第一印象としては「倭製の酒はさして強烈でなく、二、三杯を飲んだ。」とした。
帰路に季節が合って食べる機会のあった日本のミカンを気に入り、一籠まるまる食べてしまうこともあった。日本人の間でも申維翰のミカン好きは知られたようで、詩文を乞いにくる文人らはしばしば差し入れてくれたらしい。朝鮮のミカンと比較して日本のミカンの味を絶賛し、なぜ違いがでるのか雨森とミカン談義を行っている。

#### 日本人評
秀吉を悪とし、家康を英雄とする朝鮮人一般と同じ視点を持っている。日本人は負けず嫌いで、「克つことに務め、克ちえないなら死あるのみとする」、と評したうえでかつて李舜臣が露梁海戦で一勝したのは「幸いなるかな」と記している。現状（当時）の日本は総体的に見て家康以来百余年間の平和に浴した、いうなら平和ボケであるとみている。太平の世に慣れているため、もはや朝鮮に再び攻めてくる可能性はないだろうと結論づけた。
日本人は迷信を好むとし、性理学がほとんど顧みられていないことを嘆き、何をもって道を知るのかと苦言を呈している。
かつて新羅王が日本を攻めたとき、日本側が請うた講和の際に盟約のために犠牲にした白馬を祭ったという伝説があるとされる白馬塚なる遺跡を今も大事に維持しているというストーリーを挙げたうえで、日本人は約束を守る美点があるとした。ただし、この伝説とされる話はおろか、白馬塚なる遺跡すらも日本人通詞あるいは、おそらくは申維翰本人による創作と思われ、この紀行文を読むものたち、すなわち朝鮮人へ日本のよい印象を与えようという意図があったかも知れないと考えられている。
大阪の文士たちと交流するうちに得た感想として、日本人は日本の昔の故事はあまり知らない割に、朝鮮のことは妙に詳しかったりすることを挙げている。大量の本が出版されている様をみて、朝鮮では機密に属するような中国、朝鮮の本でさえも日本では構わず出版してしまうからだろうと想像している。日本における出版について、書籍の刊行数は朝鮮の10倍どころではないとする一方で、知識人はおおむね知識だけは豊富だが、漢詩の出来についてはひどいと評価している。
日本には科挙がなく世襲が基本であることを批判している。才に優れていても出世できないのは実に惜しいと、市井に埋もれながらも優れた作詩をおこなう人物の名前を例示しつつ世襲制を「痛烈に批判」したのである。たとえば鳥山芝軒や柳順剛といった文人を挙げている。道中に書を紹介されて見いだした人々である。
日本における男娼についてコメントしている。「日本の男娼の艶は、女色に倍する」とした上で、日本では男の妻である女相手の不倫はよくあることだが、逆に男の相手の男に声をかけるなどとんでもない、といった風潮があったことを記録している。雨森の書いたものにも男娼に関する言及があったので、これをさしつつ朝鮮では男色のような風俗はないので疑義を唱えたところ、「学士（申維翰のこと）はまだその楽しみを知らざるのみ」と笑いながら返されている。これには閉口し「国俗の迷い惑うさまを知るべし」と記している。相当なカルチャーショックだったようだ。

## 日本語訳
- 申維翰『海游録 : 朝鮮通信使の日本紀行』姜在彦訳注、平凡社東洋文庫、1974年、ワイド版、2004年

### 注
1. 1 2  書記官のこと (コトバンク) 。文事を担当し、また日本で漢詩を求められるのでこれにも対応する。詩文が上手い者が任命される。定員1名。忙しい。 (申 & 姜 1974, p. 4)。
2. ↑  読みの「ゆはん」は朝鮮語の音を日本語表記したもので、「いかん」は日本語読み。死去年は コトバンク の例のように日本の辞典類では不詳とされているものの、下記にあげる資料では1752年としている。
  - “1748년 通信使行 筆談唱和集... - 스콜라(학지사,교보문고)”. 2018年11月12日閲覧。（朝鮮語）
  - “申維翰의 『海游錄』 연구”. NAVER Academic.  ネイバー. 2018年11月12日閲覧。（朝鮮語）
  - “한태문“申維翰의 『海游錄』 연구”2008、동양한문학회”.  建国大学校. 2018年11月12日閲覧。See Section:"Electronic Location".（朝鮮語）（英語）
  - 稲賀繁美「朝鮮通信使余話－第12回日韓美学研究会（2004年8月6－11日）より」（PDF）『図書新聞』。2018年11月12日閲覧。
3. ↑  正使は「もう決まったから（意訳）」と書状を送ってきた (申 & 姜 1974, p. 5) 。
4. ↑  雨森は品種が違うのではなく、土地柄によるのだろうと述べている (申 & 姜 1974, pp. 283–284) 。